# Comissão Anti-Corrupção

Comissão Anti-Corrupção

Die Comissão Anti-Corrupção CAC (tetum Komisaun Anti-Korrupsaun KAK, deutsch Anti-Korruptionskommission) ist eine Behörde in Osttimor zur Bekämpfung von Korruption. Sie hat ihren Sitz in der Rua Sérgio Vieira de Mello 8 in Dilis Stadtteil Farol.

## Aufgabe

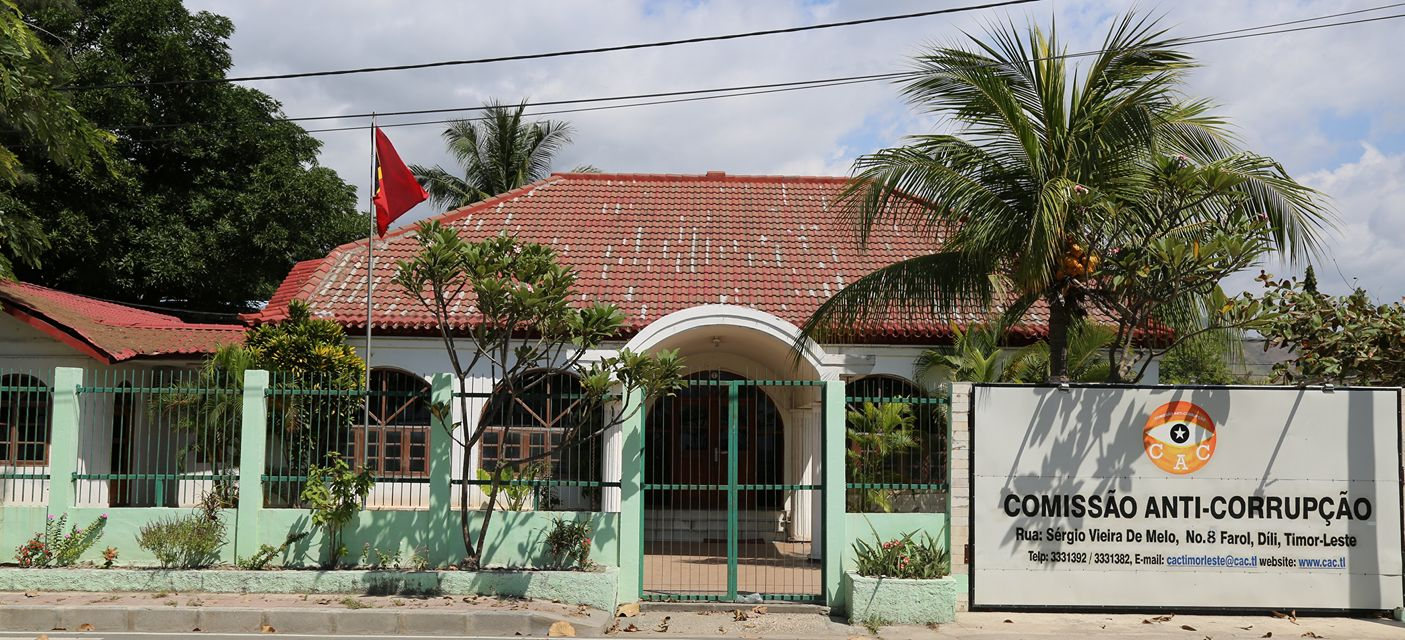
Sitz der CAC in Farol

Die CAC soll Korruption durch Prävention, Bildung und Untersuchungen bekämpfen.

## Struktur
Die CAC unterteilt sich in die Direktionen:
- Untersuchung
- Prävention (Direktor bis 2017: Abrão José Freitas)[4]
- Bildung, Kampagne und Forschung
- Exekutivsekretariat

## Geschichte
2009 verabschiedete das Nationalparlament Osttimors das Gesetz zur Schaffung der CAC (Gesetz 08/2009). Der Staatsrat wählte Adérito de Jesus Soares am 22. Februar 2010 zum ersten Kommissar der CAC. Seine beiden Stellvertreter wurden Manuel Coutinho Bucar Corte-Real und José Samala-Rua Neves. Seit Dezember 2010 ist der Mitarbeiterstab komplett. Seit Februar 2011 untersucht die CAC Vorwürfe gegen verschiedene Regierungsmitglieder und staatliche Institutionen. Außerdem betreibt die CAC Programme zur Korruptionsprävention, Aufklärung und Öffentlichkeitsarbeit.
Justizministerin Lúcia Lobato wurde 2012 als erstes Regierungsmitglied in der Geschichte Osttimors wegen Missmanagement zu fünf Jahren Haft verurteilt. Sie trat im Januar 2013 ihre Haft an.
Am 25. Februar 2013 beantragte die CAC Hausarrest für den ehemaligen Bildungsminister João Câncio Freitas. Ihm werden Machtmissbrauch und die wirtschaftliche Beteiligung an einen Fernsehbildungsprogramm vorgeworfen.
Zwischen 2010 und 2013 hat die CAC in 27 Fällen ermittelt.
Von 2018 bis 2019 waren die Posten der Kommissare sieben Monate nicht besetzt, weil Regierung und Parlament sich nicht auf die Personen einigen konnte. Die Abgeordneten lehnten den Regierungsvorschlag ab, die Amtszeit von Adérito António Pinto Tilman als Kommissar um eine weitere Periode von vier Jahren zu verlängern. 2023 blieb die Berufung der neuen Kommissare erneut aus. In der 5. Legislaturperiode lehnte der oppositionelle CNRT die beiden Regierungskandidaten ab, nach dem Regierungswechsel akzeptierte die FRETILIN eine Wiederwahl von Sérgio Hornai nicht.

## Mitglieder

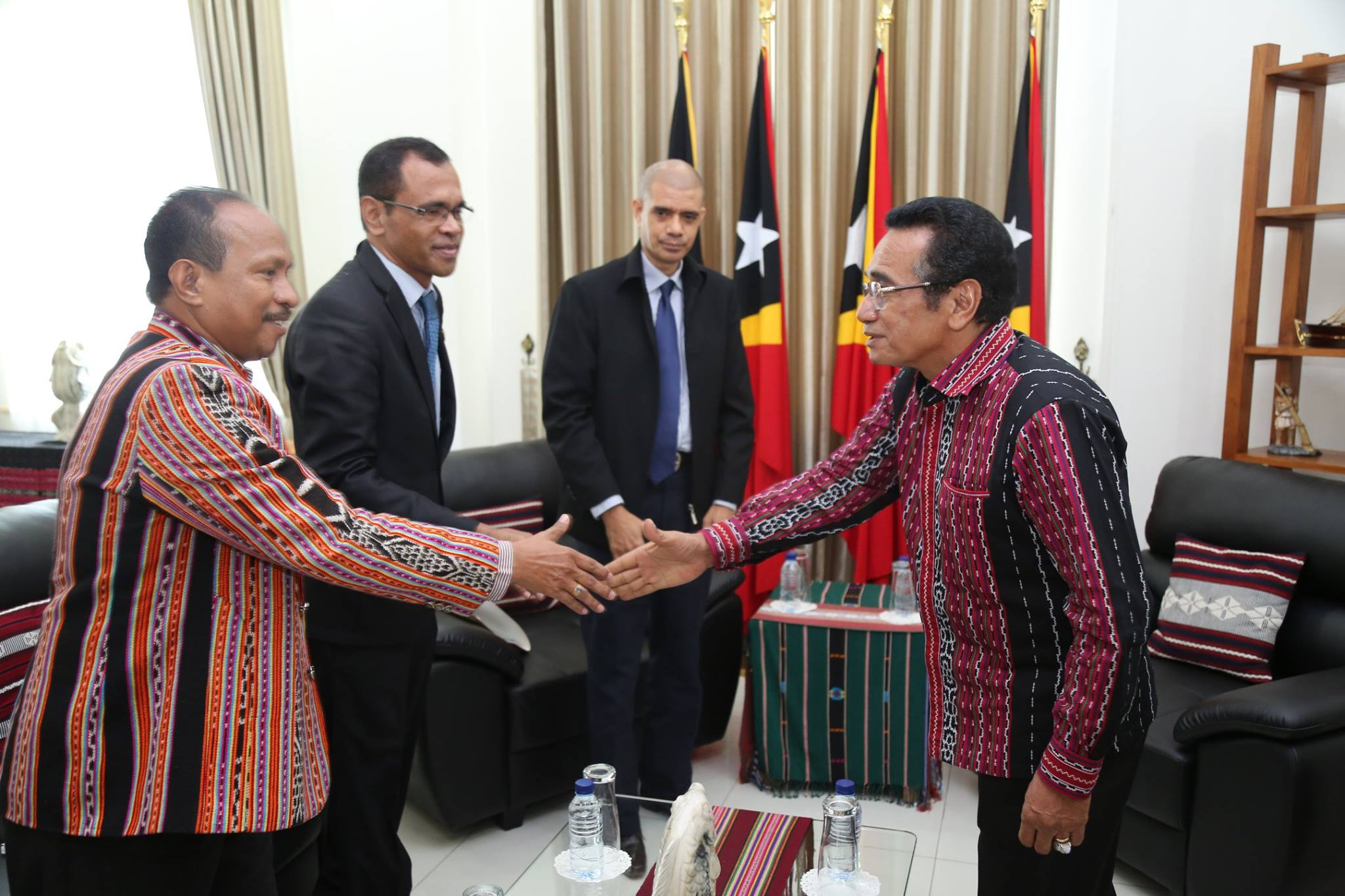
Santos, Bucar und Tilman bei Präsident Guterres (2018)

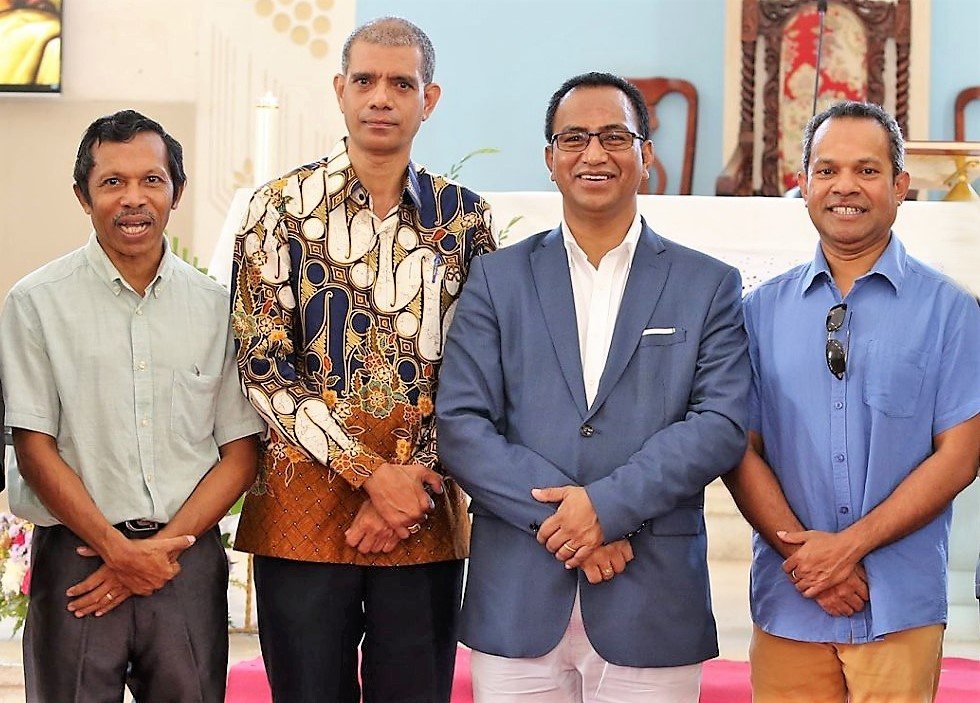
Neves, Tilman, Bucar und Soares

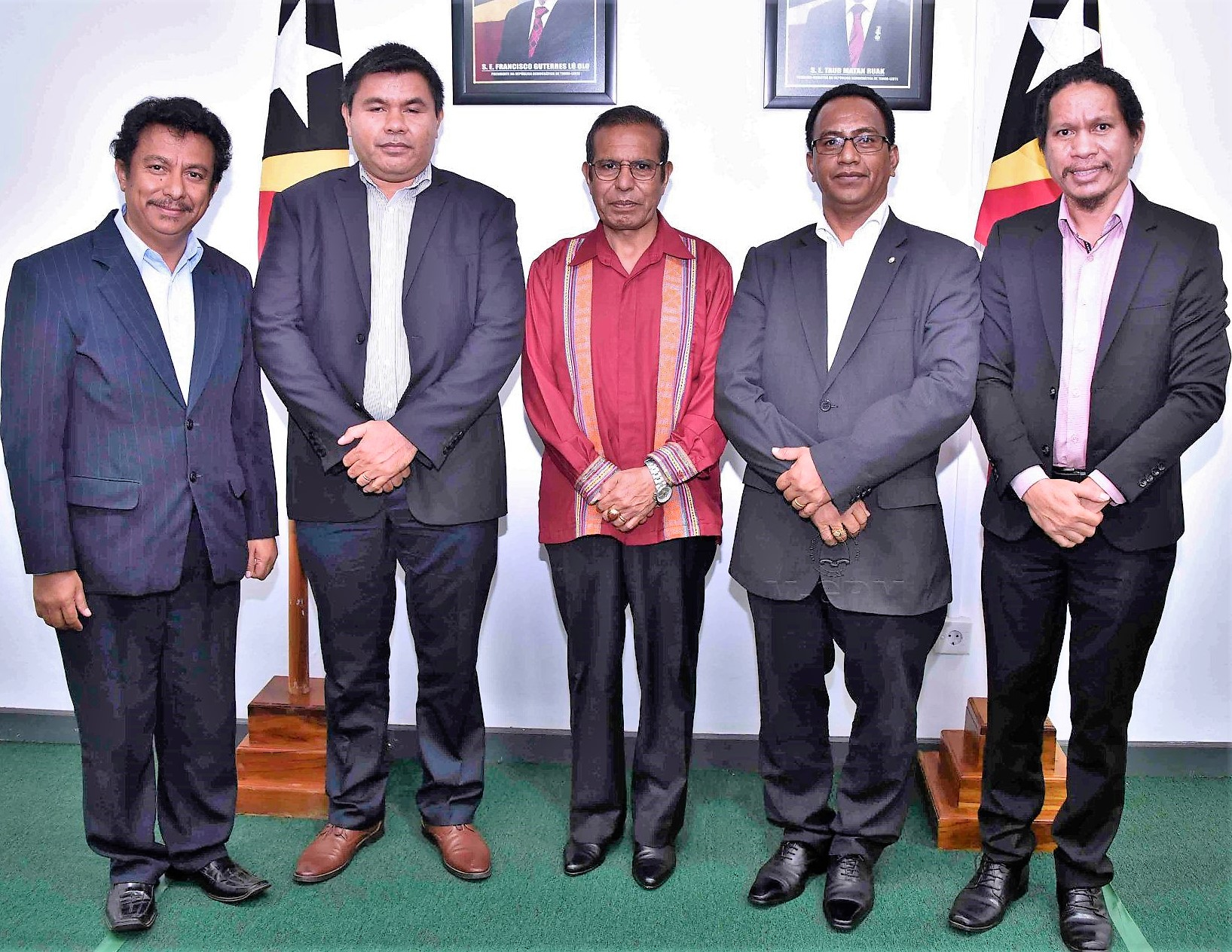
Die aktuellen Kommissare bei Premierminister Taur Matan Ruak (2019)

| Name                                      | Amtszeit  | Anmerkungen                                               |
| ----------------------------------------- | --------- | --------------------------------------------------------- |
| Adérito de Jesus Soares                   | 2010–2014 |                                                           |
| Adérito António Pinto Tilman              | 2014–2018 |                                                           |
| Sérgio de Jesus Fernandes da Costa Hornai | 2019–2023 | 15. Januar 2019 ernannt; Dienstantritt am 21. Januar 2019 |
| Rui Pereira dos Santos                    | seit 2024 | 24. Juni 2024 gewählt                                     |

| Name                                                             | Amtszeit  | Anmerkungen                                                                     |
| ---------------------------------------------------------------- | --------- | ------------------------------------------------------------------------------- |
| Manuel Coutinho Bucar Corte-Real (für Prävention)                | 2010–2018 |                                                                                 |
| José Samala-Rua Neves (für Bildung, Kampagnen und Forschung)     | 2010–2016 | Rücktritt um bei den Präsidentschaftswahlen in Osttimor 2017 antreten zu können |
| Rui Pereira dos Santos                                           | 2016–2019 | [ 13 ]                                                                          |
| Augosto Castro (für Ermittlungen)                                | 2019–2023 | [ 14 ]                                                                          |
| Luís de Oliveira Sampaio (für Prävention und Sensibilisierungen) | 2019–2023 | [ 14 ]                                                                          |
| Alexandre Freitas (für unterstützende Kooperationen)             | 2019–2023 | [ 14 ]                                                                          |
| Rosario Salsinha Araújo (für Prävention und Sensibilisierungen)  | seit 2024 | Vereidigung: 17. Oktober 2024                                                   |
| Miguel Acácio Faria (für unterstützende Kooperationen)           | seit 2024 | Vereidigung: 17. Oktober 2024                                                   |